# قایق روباز

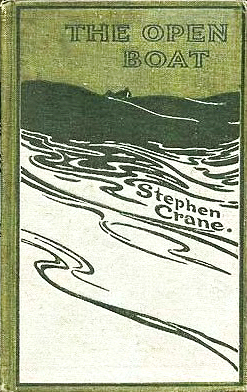
ویرایش نخست آمریکایی «قایق روباز»، تصویرگری ویل اچ بردلی

«قایق روباز» داستان کوتاهی از نویسندهٔ آمریکایی استیون کرین (۱۸۷۱–۱۹۰۰) است. این کتاب، نخستین بار در سال ۱۸۹۷ منتشر شد و بر اساس تجربهٔ کرین از نجات یافتن از یک کشتی غرق‌شده در سواحل فلوریداست پیش از سالی که او به کوبا سفر می‌کرد تا خبرنگار روزنامه شود. کرین هنگامی که کشتی‌اش، SS Commodore، پس از برخورد به یک تپهٔ ماسه‌ای غرق شد، برای مدت ۳۰ ساعت در دریا گیر افتاد. او و سه مرد دیگر مجبور شدند با یک قایق کوچک راهی ساحل شوند. یکی از این افراد، روغنکاری به نام بیلی هیگینز، پس از واژگون شدن قایق غرق شد. گزارش شخصی کرین از غرق شدن کشتی و زنده ماندن این مردان با عنوان «داستان شخصی استیون کرین»، نخستین بار چند روز پس از نجات وی به چاپ رسید.
و به دنبال آن کرین گزارش خود را به شکل داستانی درآورد و داستان کوتاه برگرفته از این ماجرا با نام «قایق روباز» در مجلهٔ Scribner به چاپ رسید. داستان از دیدگاه یک خبرنگار ناشناس روایت می‌شود که با تجربیات نویسنده پس از غرق شدن کشتی به عنوان نویسنده شباهت زیادی دارد. نسخه‌ای با عنوان «قایق روباز و دیگر داستانهای ماجراجویانه» در سال ۱۸۹۸ در ایالات متحده به چاپ رسید و نسخه‌ای هم با نام «قایق روباز و دیگر داستانها» به‌طور همزمان در انگلیس منتشر شد. این داستان به دلیل نوآوری توسط منتقدان معاصر تحسین شده‌است و به عنوان یک داستان نمونه از سبک ناتورالیسم ادبی قلمداد می‌شود و در میان آثار کرین، بیش از همه مورد بحث و بررسی قرار گرفته‌است. این داستان به دلیل تصویرسازی، کنایه، نمادگرایی و کاوش در موضوعاتی مانند بقا، همبستگی و تعارض میان انسان و طبیعت، مورد توجه است. اچ. جی. ولز «قایق روباز» را «فراتر از هر پرسشی، گل سرسبد آثار کرین می‌داند».